# Paul Williams (blueszanger)
Paul Williams, echte naam Paul William Yarlett (1940 – 1 maart 2019), was een Brits zanger.

## Biografie
Williams groeide op in een muzikaal gezin. Zijn vader speelde piano in bands die lichte muziek speelden en bracht het tot begeleider van Vera Lynn. Al snel moest Williams het, vanwege diens overlijden, zonder zijn vader doen, maar hij begon toch te musiceren en was daarbij vooral geïnteresseerd in liederen van Ray Charles en later Georgie Fame. Door een vriend kwam hij in contact met een tweetal musici, met wie hij lange tijd optrok. De band Wes Minster Five werd zijn eerste bandje, met Jon Hiseman, Mick Eves en Dave Greenslade in de gelederen. Het te spelen genre was een combinatie blues en rock. Hiseman hield er ook een bigband op na, waarin een wat eigenaardige saxofonist speelde: Dick Heckstall-Smith. Via die saxofonist kwam Williams in aanraking met Alexis Korner en kreeg hij de naam Paul Williams toebedeeld.
Ongeveer gelijktijdig werd hem door Zoot Money gevraagd in zijn band te komen zingen. De band zat echter zonder basgitarist en Williams moest dat er dan maar bij doen. Andere leden van dit gezelschap waren toen Andy Summers (gitaar) en Colin Allen (drums). Het gezelschap groeide uit (aangevuld met blazers) tot de Zoot Money Big Roll Band. Na het uiteenvallen van die band kon Williams meteen aan de slag bij John Mayall, die zonder basgitarist kwam te zitten door het vertrek van John McVie. In The Bluesbreakers zat ook weer Dick Heckstall-Smith.
De periode bij Mayall was van korte duur en Paul Williams begon een eigen band: The Paul Williams Set. Andere musici in die muziekgroep waren Alan White (drums) en Johnny Almond (saxofoon), die laatste ook weer uit de John Mayall-band. Tot een album kwam het niet. Na een kort avontuur met Ainsley Dunbar (later Frank Zappa en Journey) ging Paul Williams zingen bij Juicy Lucy met Micky Moody. Na een aantal albums viel de groep uiteen en Williams vond weer onderdak bij Hiseman. Ditmaal was het de band Tempest die twee albums afleverde. Naast Hiseman en Williams waren Allan Holdsworth (gitaar) en Mark Clarke (bas) lid. De band verwierf slechts weinig bekendheid en hield op te bestaan. Williams en Holdsworth trokken verder, nadat eerder Williams was getroffen door tuberculose. Vijf jaar trokken ze samen op, maar Holdsworth wilde pure instrumentale jazzrock spelen en vertrok. Williams richtte toen Blue Thunder op. Naast Blue Thunder speelde Williams nog mee tijdens reünieconcerten van Colosseum en ook The Blue Package met daarin John Baldry, Ray Dorset, Zoot Money, Colin Hodgkinson en Ronnie Johnson.

## Discografie
- 1966: Zoot Money – Zoot Money Big Roll Band Live at Klook’s Kleek
- 1969: John Mayall – Looking back
- 1970: The Ainsley Dunbar Retaliation – Blue whale
- 1971: Juicy Lucy – Lie back and enjoy it
- 1971: Juicy Lucy – Get a whiff of this
- 1971: John Mayall – Thru' the years
- 1972: Juciy Lucy – Pieces
- 1972: Dirk Heckstall-Smith – A story ended
- 1973: Paul Williams and Friends – Delta blues singer
- 1973: Paul Willaims and Friends – In memoriam Robert Johnson
- 1973: Tempest: Tempest
- 1982: Allan Holdsworth: I.O.U.
- 1983: Allan Holdsworth: Road games
- 1985: Allan Holdsworth: Metal fatigue
- 1998: Blue Thunder – Blues and beyond
- 2000: Micky Moody: I eat the for breakfast
- 2001: Dick Heckstall-Smith – Blues and beyond
- 2003: Moody en Williams – Smokestacks, broom dusters and Hoochie coochie men

- MusicBrainz: bdd19045-bc16-46e2-bfa6-bd04dec98101
- Nationale Bibliotheek van Israël: 987007315584705171
- Virtual International Authority File: 106495809